# Český literární kánon po roce 1989 podle časopisu A2
Český literární kánon po roce 1989, tedy redakční výběr nejdůležitějších českých knih vydaných během třiceti let od sametové revoluce (1990–2020), byl zveřejněn ve 21. čísle XV. ročníku (2020) literárního časopisu A2. Seznam byl rozdělen do tří kategorií – próza, poezie a esej. Navolen byl redaktory a spolupracovníky časopisu. Ve výběru se objevilo 54 individuálních autorů, přičemž Milan Kundera, Daniela Hodrová a Václav Jamek se objevili ve výběru dvakrát, v kategorii próza i v kategorii esej (Jamek ovšem v próze pod pseudonymem). Jedna z esejistických knih byla antologií mnoha autorů. V seznamu je tak 58 knih, ovšem někdy jde o cykly (například tetralogie Kde lišky dávají dobrou noc a Ten, který bude). Seznam byl publikován dle abecedního řazení, tedy nikoli hierarchicky jako žebříček. Někteří autoři byli uvedeni pod pseudonymy, pod nimiž své knihy publikovali (níže v seznamu to respektujeme, odkaz však vždy vede na skutečného autora). Každá z knih byla doprovozena malou recenzí. Ke známým polistopadovým autorům, kteří se v seznamu neobjevili, patří Petr Šabach, Petra Hůlová, Kateřina Tučková, Jaroslav Rudiš, Emil Hakl, Václav Cílek, Stanislav Komárek, Tomáš Halík nebo Václav Bělohradský. Až na výjimky (Cybercomics) chybí také literatura žánrová.

## Kánon

### Próza
| Autor                  | Název knihy                                             | Rok vydání | Nakladatelství   |
| ---------------------- | ------------------------------------------------------- | ---------- | ---------------- |
| Michal Ajvaz           | Zlatý věk                                               | 2001       | Hynek            |
| Jan Balabán            | Jsme tady                                               | 2006       | Host             |
| Bianca Bellová         | Jezero                                                  | 2016       | Host             |
| Alexandra Berková      | Temná láska                                             | 2000       | Petrov           |
| Egon Bondy             | Cybercomics                                             | 1997       | Zvláštní vydání  |
| Zuzana Brabcová        | Stropy                                                  | 2012       | Druhé město      |
| Chaim Cigan            | Kde lišky dávají dobrou noc                             | 2014–2017  | Torst            |
| Radka Denemarková      | Peníze od Hitlera                                       | 2006       | Host             |
| Ivan Diviš             | Teorie spolehlivosti                                    | 1994       | Torst            |
| Eberhardt Hauptbahnhof | Nedokončený kalendář na tento rok a všechny roky příští | 1994       | Torst            |
| Daniela Hodrová        | Vyvolávání                                              | 2010       | Malvern          |
| Matěj Hořava           | Pálenka                                                 | 2015       | Host             |
| Josef Jedlička         | Krev není voda                                          | 1991       | Český spisovatel |
| Vladimír Körner        | Oklamaný                                                | 1994       | Akropolis        |
| Milan Kundera          | Slavnost bezvýznamnosti                                 | 2020       | Atlantis         |
| Vladimír Macura        | Ten, který bude                                         | 1999       | Hynek            |
| Ivan Matoušek          | Spas                                                    | 2001       | Triáda           |
| Patrik Ouředník        | Europeana                                               | 2001       | Paseka           |
| Petr Rákos             | Korvína čili Kniha o havranech                          | 1993       | Český spisovatel |
| Václav Ryčl            | Pavilon číslo 13                                        | 2003       | Petrov           |
| Martin Ryšavý          | Cesty na Sibiř                                          | 2008       | Revolver Revue   |
| S.d.Ch.                | Studená vlna                                            | 2012       | Divus            |
| Jáchym Topol           | Sestra                                                  | 1994       | Atlantis         |
| Josef Urban            | Poslední tečka za Rukopisy                              | 1998       | Argo             |
| Michal Viewegh         | Výchova dívek v Čechách                                 | 1994       | Český spisovatel |
| Jan Zábrana            | Celý život                                              | 1992       | Torst            |

### Poezie
| Autor               | Název knihy                   | Rok vydání | Nakladatelství         |
| ------------------- | ----------------------------- | ---------- | ---------------------- |
| Petr Borkovec       | Wernisch                      | 2015       | Fra                    |
| Kamil Bouška        | Hemisféry                     | 2015       | Fra                    |
| Stanislav Dvorský   | Oblast ticha                  | 2006       | Knihovna Jana Drdy     |
| Radek Fridrich      | V zahradě Bredovských         | 1999       | Host                   |
| Bohumila Grögerová  | Čas mezi tehdy a teď          | 2004       | Knihovna Jana Drdy     |
| Daniel Hradecký     | 64                            | 2013       | Perplex                |
| Bohdan Chlíbec      | Zimní dvůr                    | 2013       | Druhé město            |
| Vít Janota          | Miniová pole                  | 2008       | Dauphin                |
| Petr Kabeš          | Těžítka                       | 1994       | Mladá fronta           |
| Lubor Kasal         | Jám                           | 1997       | Petrov                 |
| Milan Kozelka       | Semeniště zmrdů               | 2012       | Jan Těsnohlídek – JT’s |
| Petr Král           | Kolem vejce                   | 2016       | Pulchra                |
| Ewald Murrer        | Zápisník pana Pinkeho         | 1993       | Inverze                |
| Naděžda Plíšková    | Hospodská romantika           | 1998       | Petrov                 |
| Kateřina Rudčenková | Chůze po dunách               | 2013       | Fra                    |
| Ivan Wernisch       | Doupě latinářů. Sežrané spisy | 1992       | Petrov                 |

### Esej
| Autor             | Název knihy                                                            | Rok vydání | Nakladatelství              |
| ----------------- | ---------------------------------------------------------------------- | ---------- | --------------------------- |
| Jiří Cieslar      | Concettino ohlédnutí. Portréty, kritiky a eseje 1975–1995              | 1996       | Národní filmový archiv      |
| Daniela Hodrová   | Chvála schoulení. Eseje z poetiky pomíjivosti                          | 2011       | Malvern                     |
| (editoři)         | Nové čtení světa I.                                                    | 1999       | Marie Chřibková             |
| Václav Jamek      | Na onom světě se tomu budeme smát                                      | 2016       | Burián a Tichák             |
| Jan Keller        | Tři sociální světy                                                     | 2010       | Sociologické nakladatelství |
| Karel Kosík       | Poslední eseje                                                         | 2005       | Filosofia                   |
| Jiří Kratochvil   | Vyznání příběhovosti                                                   | 2001       | Petrov                      |
| Milan Kundera     | Nechovejte se tu jako doma, příteli                                    | 2007       | Atlantis                    |
| Hana Librová      | Pestří a zelení                                                        | 1994       | Veronica a Hnutí Duha       |
| Věra Linhartová   | Soustředné kruhy                                                       | 2010       | Torst                       |
| Miroslav Petříček | Majestát zákona. Raymond Chandler a pozdní dekonstrukce                | 2000       | Herrmann & synové           |
| Jiří Sádlo        | Krajina! Průchod okolím v příkladech                                   | 2019       | Kodudek                     |
| Jan Stern         | Média, psychoanalýza a jiné perverze                                   | 2006       | Malvern                     |
| Karel Thein       | Rychlost a slzy. Filmové eseje                                         | 2002       | Prostor                     |
| Zdeněk Vašíček    | Podmínky volby                                                         | 2003       | Triáda                      |
| Josef Vojvodík    | Povrch, skrytost, ambivalence. Manýrismus, baroko a (česká) avantgarda | 2008       | Argo                        |